# PGC 3133638
LEDA/PGC 3133638 ist eine Spiralgalaxie vom Hubble-Typ Sa im Sternbild Großer Bär am Nordsternhimmel. Sie ist schätzungsweise 342 Millionen Lichtjahre von der Milchstraße entfernt und hat einen Durchmesser von etwa 55.000 Lichtjahren.
Im selben Himmelsareal befinden sich unter anderem die Galaxien PGC 26142, PGC 26246, PGC 26260, PGC 2425910.